# Gustac
Koordinati:   43°45′00″N, 15°23′10″E
Gustac je nenaseljen otoček v Narodnem parku Kornati. Pripada Hrvaški.
Otoček leži južno od Kornata in je od sosednjega jugozahodnega otočka Lavse oddaljen okoli 0,25 km. Površina je 0,284 km², dolžina obale meri 2,31 km. Najvišji vrh doseže višino 78 mnm.